# Anafora di Pilato
L'Anafora di Pilato o Lettera di Pilato a (Tiberio) Cesare è un apocrifo del Nuovo Testamento facente parte del Ciclo di Pilato. L'attribuzione pseudoepigrafa è a Ponzio Pilato, prefetto della Giudea (26-36) implicato nel processo di Gesù.
Il testo ci è pervenuto in due recensioni (A e B) greche del VII secolo ma sono la rielaborazione di un testo più antico. Non va confusa con un altro testo apocrifo, la Lettera di Pilato a Tiberio.
Nell'Anafora Pilato descrive a 'Cesare' (cioè l'imperatore Tiberio) i miracoli operati da Gesù, che fu ingiustamente portato a lui dal suo popolo e che fu costretto a condannare su pressione dei capi ebrei. Descrive anche la morte e la risurrezione di Gesù associate a fenomeni straordinari.